# 白纸抗议
白纸抗议是一种抗议的形式。白紙作為抗議工具自2020年代流行起来。一張白紙代表了抗議者想說但不能說的話，並被視為對被抗議者的挑戰，被抗议者隨後不得不面對舉著“什麼都不說”標語的抗議者。

## 各国案例

### 加拿大
1969年在多伦多大学附属中学，舉行了一場“無意義的抗議”。抗議者的標語牌是空白的，他們的诉求清單是一張白紙。

### 中国
白纸首次使用是在反对逃犯条例修订草案运动中，以抗議香港國家安全法的通過，此前與抗議活動相關的口號和短語被禁止。
中國2022年COVID-19抗議活動期間，抗议者普遍使用一張白紙来表达不满。審查機構還從在線搜索結果中刪除了“白紙”等詞。

### 俄罗斯
一個蘇聯政治笑話描述了一個心懷不滿的人在街上舉著一張白紙抗議，當被問及原因時，抗議者回答說每個人都知道這張紙應該說什麼。
2022年俄羅斯入侵烏克蘭後，俄羅斯反戰抗議活動中的抗議者因手持白紙而被捕。

### 英国
在2022年9月伊麗莎白二世去世後的抗議活動中，抗议者使用了這種策略。在愛丁堡的聖吉爾斯大教堂，抗議者舉著白紙抗議逮捕反君主制示威者。在倫敦，一名在議會廣場舉著一張白紙的大律師被大都會警察要求提供他的詳細信息。

### 美国
1970年，舞蹈家安娜·哈爾普林組織了她在舊金山舞蹈工作室的成員舉辦的“空白標語舞”。 他們身穿白衣，手持空白標語牌遊行。她解釋說，“......有太多的抗議活動在進行，這樣每個觀看我們的人都可以想像他們想要在標語牌上展示什麼抗議口號。”